# Kelet-ázsiai jógácsára
A kelet-ázsiai jógácsára (kínai: 唯識宗, pinjin: vej-si-cung, japán: juisiki-sú, „csak-tudat iskola”; vagy kínai: 法相宗, pinjin: fa-hsziang-cung, japán: hosszó-sú, „dharma jellegzetesség iskola”) azokra a kelet-ázsiai buddhista hagyományokra vonatkozik, amelyek az indiai jógácsára filozófiai iskolát képviselik.

## Jellemzői
Ahogy a jógácsára iskola, a fa-sziang iskola is azt tanítja, hogy a valóság értelmezése a tudatunkból származik, nem az empirikus tapasztalásainkból. A tudat eltorzítja a valóságot és valóságként vetíti ki. A tudat felosztható nyolcfajta tudatosságra, és a tudásnak négy aspektusa létezik, amelyek alapján a valóságot látjuk.

## Kínában

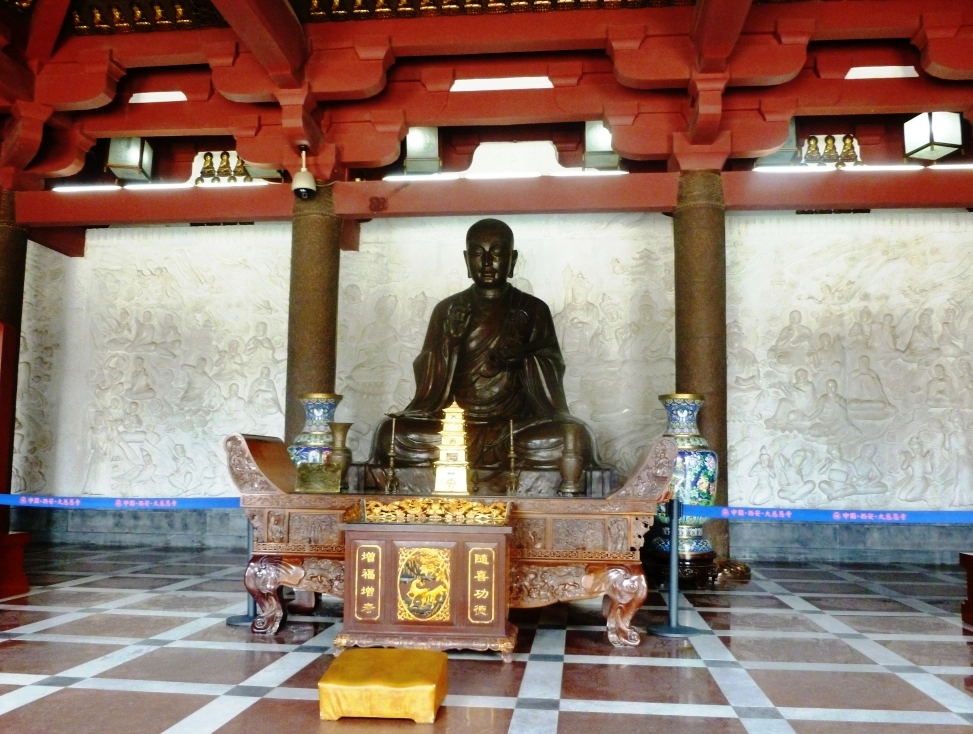
Hszüan-cang szobra az Óriás Vadlúd-pagoda Hszian városban

### Kezdetek
Az indiai jógácsára szövegek fordításai az 5. század elején jelentek meg Kínában. Ezek közé tartozott Gunabhadra Lankávatára-szúra fordítása négy kötetben, amely a csan buddhizmus korai időszakában is fontos műnek számított.
A 6. században az indiai Paramártha fáradságos munkával terjesztette Kínában a jógácsára tanításokat. A fordításai közé tartozik a  Szandhinirmocsana-szútra, a Madhjántavibhága-káriká, a Trimsiká-vidzsnyaptimátratá és a Mahájána-szamgraha. Paramártha is széles körben terjesztette a csak-tudat tanait, és Kína déli részén jelentős számú követőt sikerült toboroznia. Világi és egyházi emberek is elzarándokoltak hozzá messzi földekről, hogy meghallgassák tanításait, elsősorban a Mahájána-szamgrahával kapcsolatban.

### Hszüan-cang és Kuj-csi
Hiába voltak elérhetőek a jógácsára tanítások, az emberek többsége Hszüan-cangra úgy tekintett, mint a kelet-ázsiai jógácsára legjelentősebb alapítójára. Hszüan-cang 33 évesen utazott Indiába, hogy a buddhizmust tanulmányozza, és kínai nyelvű fordításokat készítsen a legfontosabb művekről. Az utazása később legendává vált és ókori kínai regények is születtek belőle, mint például a Nyugati utazás, amely a kelet-ázsiai pop kultúra fontos részévé vált a kínai operától kezdve a japán televízióig. Hszüan-cang az Indiában töltött tíz év alatt különböző buddhista mesterektől tanult és sokat utazott. Tanítói közé tartozott Sílabhadra, Nálandai egyetem apátja, aki akkor volt 106 éves. Hszüan-cang jógácsára filozófiát tanult Sílabhadrától éveken át. Hszüan-cang egy megrakott szekér buddhista szöveggel tért haza Kínába. A szövegek között fontos jógácsára művek is voltak, mint például a Jógácsárabhúmi-sásztra. Összesen 657 buddhista szöveget szerzett be Indiából. A szövegek kínai nyelvű fordításaihoz állami támogatást is kapott, amelyből egy egész fordító csapatot állított fel.
A kelet-ázsiai jógácsára jelentős műve lett Hszüan-cang értekezése a Cseng Vej-si Lun (Diskurzus a csak-tudat megalapításáról). A mű fő témája Vaszubandhu műve, a Trimsiká-vidzsnyaptimátratá (Harminc vers a csak-tudatról). Hszüan-cang szintén szorgalmazta a Maitréja bódhiszattvával kapcsolatos meditációkat. Tanítványa, Kuj-csi több fontos szövegmagyarázatot írt a jógácsára szövegekhez és tovább erősítette az irányzatot Kínában. Később őt tekintették az iskola első igaz pátriárkájának.

### Az Új-korban
A kínai jógácsára ereje idővel legyengült más kínai buddhista hagyományok előtérbe kerülésével, mint a tientaj, a hua-jen, a kínai csan és a Tiszta Föld buddhizmus. Ettől függetlenül, a hatása továbbra is jelen volt, ugyanis a kínai buddhistáknak a jógácsára fordításaira, kommentárjaira és koncepcióira kellett hagyatkozniuk, így a jógácsára beszivárgott ezekbe a hagyományokba is. A jógácsára tanítások népszerűek maradtak a kínai buddhizmusban, beleértve Maitréja tiszteletét, és a Tusita mennyországból adott tanításait. A 20. század elején Jang Ven-huj és Ou-jang Csian (歐陽漸) (1871–1943) terjesztette Kínában a buddhizmust, és megnövekedett az érdeklődés a jógácsára, a szan-lun és a hua-jen iránt.

## Koreában
A csak-tudat tanítások pobszank néven váltak ismertté Koreában. Ezen tanítások legismertebb koreai alakja Voncsuk volt, aki Hszüan-cang tanítványa volt. Voncsukot nagyra tartják a tibeti buddhizmus tudósai a for his Commentary on the Szamdhinirmocsana-sútrához fűzött szövegmagyarázatai miatt. Kínai tartózkodása során Voncsuk tanítványa lett a koreai születésű Tocsung (道證), aki 692-ben utazott Sillába és Voncsuk tanításait hirdette.
Koreában a pobszank tanítások nem maradtak fenn önálló iskolaként. Kínához hasonlóan beolvadtak más iskolák tanításaiba.

## Japánban

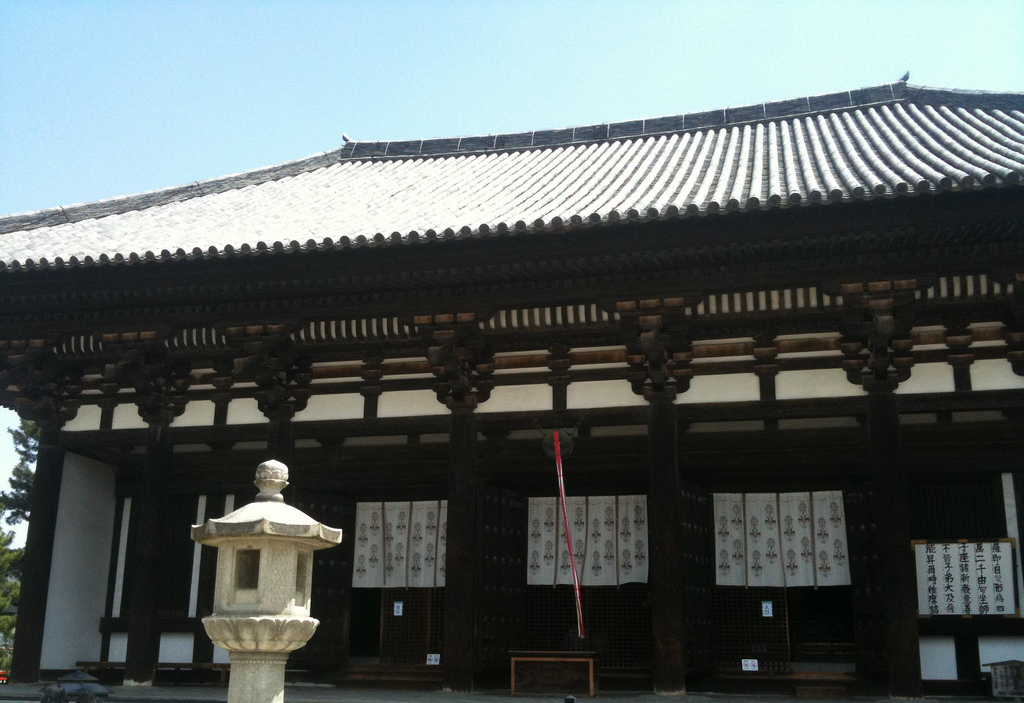
A Kófukudzsi keleti arany csarnoka (vagy Tokondo, 東金堂) Japánban. A Kófukudzsi templom a jógácsára iskola fő temploma Japánban.

A csak-tudat tanítások hosszó néven váltak ismertté Japánban. Az egyik legjelentősebb alapító Kuj-csi volt.  Annak ellenére, hogy a mai napig létezik egy kis számú hosszó szekta Japánban, a jelentősége jelentősen lecsökkent az ekajána buddhista iskolák felemelkedésével.